# Wolverine
Wolverine, cuyo nombre de nacimiento es James Howlett (también conocido como James Logan o simplemente Logan), es un superhéroe y antihéroe ficticio que aparece en los cómics publicados por Marvel Comics, principalmente en asociación con los X-Men. Es un mutante que posee sentidos afinados a los animales, capacidades físicas mejoradas, poderosa capacidad de regeneración conocida como un factor de curación, y tres garras retráctiles en cada mano. Wolverine ha sido representado de diversas formas como miembro de los X-Men, Alpha Flight, Fuerza-X y Los Vengadores.
En España se le conoce como Lobezno. En Hispanoamérica con anterioridad era conocido como Glotón, Guepardo, Aguja Dinámica  o Emilio Garra. Wolverine es el nombre en inglés del gulo gulo, vulgarmente conocido como glotón o carcayú.
Su primera aparición la realizó dentro de las páginas del número 180 del cómic The Incredible Hulk, en octubre de 1974, aunque su presentación formal fue en el número siguiente por descuido del guionista (número 181, noviembre de 1974). Además, hizo frecuentes apariciones como invitado en otros cómics de Marvel. En las décadas de 1980 y 1990, los cómics en los que aparecía el personaje de Wolverine llegaron a convertirse en los más vendidos de la editorial.
Ha aparecido en la mayoría de las adaptaciones de X-Men a los medios, incluyendo series animadas de televisión, videojuegos, y la serie de películas de 20th Century Fox en la que es interpretado por Hugh Jackman en nueve de las diez películas. El personaje está altamente calificado en muchas de las mejores listas de cómics, ocupa el puesto #1 en los mejores 200 personajes de cómic 2008 de la revista Wizard; 4° en los personajes de cómic más grandes de Empire 2008, y 4° en los 100 mejores héroes de cómic de IGN en 2011.

## Trayectoria editorial
Wolverine fue creado por Len Wein, Herb Trimpe y John Romita Sr.
Se unió a los X-Men en 1975, formando parte de un nuevo grupo de mutantes introducido en el número 1 de Giant-Size X-Men por Len Wein y Dave Cockrum. El personaje fue desarrollado más adelante por el escritor Chris Claremont y el artista John Byrne en The Uncanny X-Men.
Claremont, junto al escritor y dibujante Frank Miller, establecieron importantes matices en unas series limitadas de Wolverine, que dieron lugar al eslogan «Soy el mejor en lo que hago, pero lo que hago no es muy agradable».
Wolverine es el título de varias series de cómics que el mutante ha protagonizado:
- Wolverine (miniserie) (1982, 5 números)[11]
- Kitty Pryde & Wolverine (miniserie) (1984, 6 números)[12]
- Wolverine (1988-2003)[13]
- Origin (miniserie) (2001-2002, 6 números)[14]
- Wolverine (2003-2009)[15]
- Wolverine (2010-2012)[16]
- Wolverine (2013-2014)[17]
- Origin II (2013-2014)[18]
- Wolverine & The X-Men (2014)[19]
- Wolverine (2014)[20]

En julio de 1984, la editorial canadiense de cómics Aardvark-Vanaheim fue amenazada con una posible acción legal por Marvel Comics debido a una parodia de Wolverine en la serie de cómics Cerebus.
Además, Wolverine ha aparecido regularmente en las siguientes publicaciones:
- Los Nuevos Vengadores
- Fuerza-X

## Biografía ficticia

### Origen
El linaje de los Hudson, una antigua y honorable familia de Canadá, desciende de una sub-raza humana evolucionada a partir de los lobos, conocidos como los Lupinos. El Supremo Líder de los Lupinos, conocido solo como Romulus, mostró un muy particular interés por James, el descendiente más joven del matrimonio formado por Elizabeth Hudson y John Howlett, manipulando su vida de diversas formas desde su nacimiento.
James Howlett nació en Alberta, Canadá, en el siglo XIX. Segundo hijo de Elizabeth Hudson y John Howlett. James nació enfermo y débil. Su madre se encontraba abstraída y distante tras la muerte de su primer hijo llamado John, bajo circunstancias desconocidas. James fue un niño enfermizo y además padecía asma, por lo que siempre estaba bajo el cuidado de una joven llamada Rose O'Hara, contratada por los Howlett específicamente para que lo cuidara y mantuviera contento.
Rose y James pasaban el tiempo jugando con otro chico apodado "Dog", hijo del cruel Thomas Logan, guardián de los terrenos de la mansión de los Howlett. Pero las cosas se empezaron a complicar cuando John Howlett despide a Thomas de su casa tras un incidente. Entonces Thomas y su hijo irrumpen en la casa de los Howlett. En ese momento, Thomas Logan da a entender que tenía un romance con Elizabeth a espaldas de John Howlett (esto, sumado al asombroso parecido físico que luego desarrollaría James, da a entender que Thomas Logan es, en realidad, el verdadero padre de James) y asesina a John. El pequeño James, lleno de ira, manifiesta por primera vez sus habilidades mutantes, incluyendo sus garras de hueso. Él mata a Thomas y hiere de gravedad a Dog en el rostro. Al ver el grotesco desenlace, Elizabeth se suicida de un disparo de escopeta. Cuando James se recupera del trance de ira en el que entró, no puede recordar nada de lo sucedido.
James decide huir de su hogar junto a Rose. El abuelo del joven James le entrega una fuerte cantidad de dinero a Rose a cambio de que se vayan para siempre de la propiedad. James y Rose terminan viviendo en un campamento de mineros en la región del Yukón en Canadá. Allí James crece enamorado de Rose aunque sabe que ella solo lo ve como su hermano. Esta acabará casándose con el capataz de la mina, quien era muy respetado por James.
Años después, el abuelo de James contacta a Dog pidiéndole que localice a su nieto y a Rose pues está arrepentido de lo que les hizo y antes de morir quiere pedirles perdón. Obviamente Dog desarrolló una gran aversión hacia ellos. Al encontrarlos, Dog ataca a James. Rose aparece corriendo para intentar calmarlos pero tropieza y James termina acuchillándola con sus re-descubiertas garras de hueso.
James pasa por un periodo de crisis después de la muerte de Rose. El trance lo hace olvidar todo su pasado, incluyendo su nombre. El único nombre que recuerda es el de "Logan", que a partir de entonces comienza a utilizar asumiendo que es el suyo. James vivirá durante un tiempo en el bosque, en medio de lobos en la zona del Yukón.

### Primeras aventuras
Bajo las maquinaciones de Romulus, James resurge como un mercenario en Madripoor, una pequeña isla-principado del sureste de Asia. James es contratado por unos misteriosos empresarios conocidos solo como Landau, Luckman & Lake para trabajar a sus órdenes. En esa época, sostuvo un romance con una mujer llamada Seraph, quien también trabajaba a las órdenes de Romulus. Ambos se volvieron socios y abrieron un cabaret en la zona baja de Madripoor, el Princess Bar.
Finalmente James se instala en Japón, donde se encontró por primera vez con un misterioso hombre conocido solo como Creed (otro experimento de Romulus), que había sido contratado por el clan ninja La Mano para asesinarlo.
James regresará a su patria y vivirá un tiempo en una comunidad minera cercana al territorio de los indios Pies negros. En esa época, él se vuelve amante de una atractiva nativa llamada Silver Fox. Por desgracia su felicidad se ve empañada cuando Silver Fox es asesinada por Creed, quien lo persigue desde Japón bajo órdenes de Romulus. Esto sucede el día del cumpleaños de James. Este y Creed se convirtieron a partir de entonces, en enemigos mortales, jurando reunirse para luchar cada aniversario de James. Con el paso de los años, Creed se convertiría en el feroz asesino conocido como Dientes de Sable. James se enroló en el ejército canadiense y combatió durante la Primera Guerra Mundial.
James recorrió el mundo por varios años. En Shanghái, China, conoció al samurái y místico conocido como Ogun, quien fungió como su maestro y le enseñó diversas artes marciales. También estuvo en México, donde conoció a la metamorfo mutante conocida como Mística.
En 1932, James regresó a Madripoor, donde retomó su profesión de mercenario y adoptó el sobrenombre de "Parche" (Patch). En 1937, James estuvo presente en la guerra civil española.
Durante la Segunda Guerra Mundial, James y Seraph trabajaron como agentes y colaboraron con superhéroes como el Capitán América y la Viuda Negra.
Finalmente, James se instaló de nuevo en Japón, donde conoció y se casó con una mujer llamada Itsu y concibió un hijo con ella en 1946. Por desgracia, Itsu fue asesinada por el manipulado Soldado de Invierno. James creyó que su hijo había muerto. En realidad, el niño sobrevivió. Romulus lo entregó a una pareja local, que lo bautizó como Akihiro, mientras mantuvo un control total sobre el niño.
Gracias a las manipulaciones mentales del Proyecto Arma-X, Wolverine solo podía recordar ciertas cosas de su pasado, entre ellas a Seraph. Wolverine volvió a Madripoor a ayudar a entrenar a la nueva discípulo de Seraph, Ophelia Sarkissian, la mujer conocida como Viper. Pero Dientes de Sable atacó el Princess Bar y mató a Seraph. Antes de morir, Seraph le hizo jurar a Wolverine que protegería Ophelia. Wolverine envía a la niña a un internado en Europa.

### Arma X
Alrededor de 1961, James adopta el nombre código de Wolverine, y se infiltra en el Proyecto de superhumanos conocido como Arma X, del gobierno canadiense, que en secreto, era patrocinado también por Romulus. Utilizando diversos métodos, Wolverine será sometido a un programa de "memorias implantadas", que alteran aún más sus recuerdos confusos. En esa época, él se reencuentra con Dientes de Sable. En el proyecto también estaban otros mutantes como Maverick y Mastodonte. Debido a los constantes "lavados de cerebro", durante este tiempo ni Wolverine ni Dientes de Sable se recordaban el uno al otro. Wolverine formará el "Equipo-X" junto con Dientes de Sable y Maverick, que será el responsable de boicotear el "Proyecto Omega Red", del supersoldado de la antigua Unión Soviética. Pero bajo la influencia de Romulus, Dientes de Sable traicionó a sus colegas y el Equipo X se desintegró.
Bajo órdenes de Romulus, Wolverine fue sometido por el Proyecto Arma-X al proceso de fundición del esqueleto humano con Adamantium, un tipo de metal prácticamente indestructible, desarrollado por los científicos Cornelius y Oyama (alias Darkwind). Wolverine era el candidato ideal para resistir el doloroso y mortal proceso gracias a sus poderes mutantes de sanación. Pero los científicos fueron incapaces de controlar a Wolverine, quien revertido a su estado salvaje, exterminó a todos en el proyecto, antes de huir saltando de una cascada. No obstante, Cornelius y Oyama logran sobrevivir.
Wolverine estuvo vagando por el bosque por varias semanas, hasta que fue encontrado por el matrimonio conformado por James y Heather Hudson. Los Hudson rescataron a Wolverine y le ayudaron a recuperar su humanidad y cordura. Finalmente lo invitaron a unirse al Departamento H, un grupo secreto de supersoldados de Canadá. Wolverine aceptó la oferta de James Hudson de unirse al equipo de superhéroes canadienses conocido como Alpha Flight. Sin embargo, la estancia de Wolverine en el equipo fue fugaz. Finalmente, controlado por Romulus, Wolverine llegó a enfrentarse al poderoso Hulk y a un Wendigo antes de abandonar el Departamento H de Canadá.

### X-Men
Wolverine conoció al Profesor Charles Xavier, líder y fundador del grupo de superhéroes mutantes conocidos como los X-Men, cuando este realizaba un viaje a Canadá. Xavier mostró interés por Wolverine y lo invitó a unirse a su equipo. Fue Xavier quién descubrió la presencia de Romulus en la mente de Wolverine y rompió el lazo mental que unía a Wolverine con el villano. Wolverine debutó con una segunda generación de X-Men rescatando a los X-Men originales de una criatura conocida como Krakoa, la Isla Viviente. La primera noche que pasó en la Escuela de Xavier, Wolverine discutió con la mutante Jean Grey, sintiendo ambos a partir de ese momento una fuerte atracción, reprimida por Jean gracias a su romance con Cíclope. Con los X-Men, Wolverine encontró a la familia que nunca tuvo.
Ophelia, la protegida de Seraph, terminó convirtiéndose en la villana conocida como Viper. Viper se alió con el Samurái de Plata para hacerse del control del clan japonés de los Yashida, parte fundamental de la Yakuza japonesa. Los X-Men viajaron a Japón y conocieron a Lord Shingen Harada, líder del Clan Yashida y padre biológico de Samurái de Plata. Wolverine conoce a la joven Mariko Yashida, hija legítima de Lord Shingen y heredera legítima del clan. Cuando la joven fue forzada por su padre a un matrimonio arreglado, Wolverine intervino y derrotó a Lord Shingen, quien le cedió la mano de su hija en agradecimiento. Aunque en un principio Mariko mostró hostilidad hacía él, la joven y Wolverine terminaron enamorándose.
La supuesta muerte de Jean Grey luego de su trágico encuentro con la entidad cósmica conocida como la Fuerza Fénix provocó un fuerte impacto en Wolverine, que en señal de luto cambió su traje amarillo y azul por uno amarillo y marrón. Durante la batalla contra el Fénix, Wolverine tiene un encuentro con los esbirros del Club del Fuego Infernal, Wolverine causó severos daños físicos a varios de ellos, quienes apoyados por el cyborg Donald Pierce, se convertirían más tarde en los asesinos cibernéticos conocidos como los Reavers.
Más tarde, su boda con Mariko Yashida fue cancelada por la intervención del mutante ilusionista Mente Maestra. Aun así, la pareja continuó su relación, e incluso, adoptaron a una niña huérfana llamada Amiko Kobayashi. Wolverine también tuvo que enfrentar a su anterior mentor, Ogun, cuando este perdió la razón y manipuló a la joven Kitty Pryde, compañera x-Men de Wolverine. Wolverine con ayuda de Kitty combatió a Ogun, viéndose forzado a matarlo.
Wolverine se encontró con Yuriko Oyama, alias Lady Deathstrike, la hija del Profesor Oyama (Darkwind) uno de los científicos del Proyecto Arma X. Deathstrike lo odiaba afirmando que era el asesino de su padre (Yuriko había sufrido un shock mental y no recordaba las verdaderas causas de la muerte de su padre, quien había sido asesinado por su amante). A pesar de los intentos de Wolverine por aclararle la realidad, Deathstrike terminará por convertirse en su férrea enemiga, a pesar de que en secreto también siente una fuerte atracción hacia él.
Cuando los Merodeadores, un grupo de asesinos al servicio del villano Mr. Siniestro, masacraron a la comunidad de parias mutantes de las alcantarillas conocidos como los Morlocks, Wolverine se reencontró con su archienemigo Dientes de Sable, quien había sido parte de la matanza.
Poco después, Wolverine y los X-Men murieron en Dallas sacrificando su vida al combatir al demonio Adversario. Sin embargo, el equipo es resucitado por Roma, la guardiana del Omniverso. Los X-Men deciden hacer creer al mundo que en realidad estaban muertos y se instalaron en Australia. Allí, Wolverine se encontró con los cyborgs Reavers, quienes lo enfocaron como su enemigo número uno dentro de los X-Men debido al daño físico que les había causado en el pasado. Lady Deathstrike se encontraba ahora a la cabeza de los villanos.
Estando en Australia, Wolverine volvió a visitar periódicamente Madripoor. Allí, ayudó a la joven Jessan Hoan, alias Tyger Tiger, a convertirse en la nueva jefa del crimen de la isla.
Cuando los X-Men desaparecieron tras cruzar el portal místico australiano conocido como Siege Perilous, Wolverine estuvo a punto de morir a manos de los Reavers, quienes lo crucifican en medio del desierto de Australia. Wolverine fue rescatado por una niña mutante llamada Júbilo. Wolverine y Júbilo se volvieron grandes amigos y desarrollaron una auténtica relación padre-hija. Wolverine y Júbilo buscaron a los X-Men desaparecidos. Los X-Men finalmente se reagruparon y Wolverine fue enlistado en el Equipo Azul de Cíclope.
Wolverine comenzó a tener pistas sobre su pasado con la reaparición de Maverick y Omega Red. Por desgracia, su búsqueda de pistas fue interrumpida cuando el clan de ninjas La Mano, entró en conflicto con el Clan Yashida, a cuya cabeza estaba Mariko tras la muerte de su padre. El líder de La Mano, Matsuo Tsurayaba, asesinó a Mariko, envenenándole con la toxina de un pez globo. La muerte de Mariko fue un golpe muy duro para Wolverine, quien se vengó de sus asesinos y juró no volver nunca más a Japón.

### Transformaciones físicas y mentales
Tiempo después, Wolverine y los X-Men combatieron al mutante Magneto en su base espacial, Avalon. En la batalla, Magneto utilizó sus poderes magnéticos y despojó a Wolverine de todo el adamantium de su cuerpo. Wolverine estuvo a punto de morir, y sintiéndose desvalido, abandonó temporalmente a los X-Men. Esta batalla le llevó a descubrir muchos aspectos que aún ignoraba de sus poderes mutantes. Durante años creyó que sus garras le habían sido injertadas artificialmente, pero ahora descubrió que eran parte de su naturaleza mutante. Durante algunas semanas, Wolverine buscó la forma de re-adaptarse a su vida sin adamantium en el cuerpo.
Wolverine regresó con los X-Men poco después, tras descubrir que Dientes de Sable había recibido alojo en la Mansión. Wolverine sabía que Dientes de Sable no era sincero. Mientras los X-Men estaba fuera de la Mansión, combatiendo a Legión en Israel, Wolverine combatió a Dientes de sable y estuvo a un paso de matarlo. La intuición de Wolverine fue verdadera, pues Dientes de Sable traicionó a los X-Men poco después.
Wolverine fue víctima del ataque del villano Génesis, que en realidad era Tyler Dayspring, hijo del guerrero conocido como Cable. Génesis se autoproclamó como hijo y heredero del villano Apocalipsis. Génesis quiso regresar el adamantium al esqueleto de Wolverine para convertirlo en uno de sus nuevos Jinetes, pero lo único que consiguió fue revertirlo a su estado más salvaje, física y mentalmente. Wolverine mató a Génesis liberándose de su control.
Conforme iba recuperando su humanidad, Wolverine se vio forzado a regresar a Madripoor, donde Viper logró tomar el control de la isla. Para evitar una guerra en el principado, Wolverine tuvo que cumplir la promesa hecha a Seraph y se casó con Viper.
Poco después, en una misión con los X-Men en el espacio, Wolverine fue secuestrado por los alienígenas Skrull, quienes lo llevaron ante su aliado, el mutante Apocalipsis. Apocalipsis forzó a Wolverine a combatir a Dientes de Sable (quien ahora poseía esqueleto de adamantium). Tras vencer al villano, Wolverine fue elegido por Apocalipsis para ser su nuevo Jinete de la Muerte, y a continuación, despojó a Dientes de Sable del adamantium de su esqueleto, y recubrió con él el cuerpo de Wolverine. Bajo el control de Apocalipsis, Wolverine enfrentó a Hulk, Cable y los X-Men, hasta que finalmente pudo salvarse del control del villano gracias a la intervención de las x-men Júbilo, Kitty Pryde y Psylocke.
Cuando Madripoor fue atacado por el espíritu de Ogun, Viper clamó la ayuda de Wolverine. Wolverine accedió a ayudarle salvar al principado a cambio de concederle el divorcio. Viper no tuvo más remedio que cumplir su promesa y dejó a Wolverine en libertad al salvar Madripoor.
Tiempo después, Wolverine con ayuda de Cíclope, Maverick y Fantomex, descubre el verdadero origen del Proyecto Arma X y se infiltra en sus instalaciones para desmantelarlo.
Poco después, los X-Men son traicionados por Xorn, uno de los profesores del Instituto, quien haciéndose pasar por Magneto, realiza un brutal ataque sobre la ciudad de Nueva York. Wolverine y Jean Grey, caen en una trampa y son enviados en una nave espacial con destino al sol. Para evitarle a Jean una muerte dolorosa, Wolverine la apuñala con sus garras, más lo que consigue es que Jean manifieste en su cuerpo, nuevamente el poder del Fénix. Jean y Wolverine regresan a la Tierra a combatir a Xorn, pero en la batalla, Xorn asesina a Jean. Es Wolverine quién finalmente extermina a Xorn decapitándole.

### Nuevos Vengadores y Fuerza-X
Cuando la prisión de alta seguridad conocida como La Balsa es objeto de un motín por sus residentes, Wolverine se alía con Iron Man, Spider-Man, Luke Cage, Ghost Rider, Capitán América y Daredevil para formar a los Nuevos Vengadores.
Poco después, Wolverine será manipulado por la agencia criminal conocida como HYDRA para servir como agente secreto. Finalmente logra recuperarse con ayuda de los X-Men.
Wolverine descubre la existencia de Laura Kinney, alias X-23, una joven guerrera creada artificialmente utilizando ADN de Wolverine. Wolverine ayuda a X-23 y le otorga asilo con los X-Men, convirtiéndose además en su tutor legal.
Finalmente, tras el llamado "Día-M", cuando la raza mutante es diezmada por obra de un hechizo de la Bruja Escarlata, Wolverine recupera todas sus memorias.
Cuando estalla la llamada Guerra Civil entre superhéroes, Wolverine toma partido y se dedica a la captura de Nitro, el villano que causó todo el desastre. Al principio intenta conseguir el apoyo de los X-Men, pero es desaprobado por Cíclope. Wolverine logra rastrear y derrotar a Nitro. Además, le declara la guerra a la agencia Control de Daños por utilizar a Nitro para ocasionar el desastre.
Poco después, Dientes de Sable, manipulado por Romulus, vuelve a aliarse con los X-Men. Esto deriva en un irremediable conflicto entre él y Wolverine. Dientes de Sable es rescatado por Wild Child, quien también trabaja como agente de Romulus, y llevado a Canadá. Wolverine es contactado por otros mutantes, quienes le revelan que Wolverine forma parte de la sub-raza de los Lupinos. Wolverine viaja con ellos a Canadá, donde se enfrentan a un Dientes de Sable más incontrolable que nunca. Dientes de Sable asesina a sangre fría a la mutante Feral. Como su cumpleaños se aproxima, Wolverine espera su reunión anual con Dientes de Sable y acabar para siempre con su línea de asesinatos. Wolverine consigue la espada de Muramasa, que es capaz de neutralizar los poderes de sanación de Dientes de Sable. Wolverine mata a su archienemigo, decapitándolo con la espada de Muramasa. Wolverine jura que seguirá la pista de Romulus.
Wolverine finalmente descubre la existencia de su hijo Akihiro, que ha sido entrenado por Romulus a lo largo de los años como su asesino, y se hace llamar Daken. Wolverine con ayuda del Profesor Xavier, intenta liberar a su hijo del control de Romulus. La situación se facilita cuando Daken es contratado como asesino por Sebastian Shaw y el Club Fuego Infernal. Esto le permite a Wolverine y a Xavier acceder al joven. Cuando Shaw es derrotado, Wolverine y Daken acuerdan aliarse para exterminar a Romulus.
Poco después, y tras la aparición de Hope Summers, la llamada "mutante mesías", Wolverine a petición de Cíclope, forma una nueva encarnación de Fuerza-X. Esta nueva Fuerza-X, tiene como objetivo, desmantelar al equipo anti-mutante conocido como los Purificadores. Inicialmente el equipo mantiene un estatus secreto. El resto de los X-Men ignoran su existencia.

### Infierno y Escuela Jean Grey
La Red Right Hand, un grupo de personas que han sido perjudicados por Wolverine, lo atraen hacia ellos utilizando como señuelo a su reciente novia Melita Garner (que en realidad era la villana Mística disfrazada) y luego lo atrapan en un círculo místico que le envía directamente al infierno. Mientras está en el infierno, un grupo de demonios poseen su cuerpo. Wolverine se las arregla para escapar del infierno con la ayuda de Melita, Daimon Hellstrom y Ghost Rider. Sin embargo, su cuerpo todavía está poseído por los demonios. Wolverine sigue la pista de la Red Right Hand y mata a su equipo de asesinos, los Mestizos. Pero los miembros de la Red Right Hand se suicidan y revelan a Wolverine en un mensaje secreto que los Mestizos eran sus hijos ilegítimos. Deprimido, Wolverine se recluye en el bosque helado y viaja con una manada de lobos.
La existencia de la Fuerza-X es revelada, trayendo la oposición de los X-Men. Pero Wolverine decide mantener al equipo, reclutando a nuevos integrantes para una versión más letal.
Al regresar a Utopía, el nuevo hogar de los X-Men, estos se ven en medio de un caos originado por el alumno Kid Omega, que ha provocado pánico nacional. A esto se suma un brutal ataque del nuevo Club Fuego Infernal a Utopía. Wolverine y Cíclope comienzan a manifestar diversas opiniones acerca de como guiar a la nueva generación de mutantes a su cargo. La tensión culmina en un enfrentamiento físico entre ambos. Cuando la amenaza mayor es superada, Wolverine y Cíclope deciden que sus diferentes ideales ya no pueden coexistir. Wolverine convence a la mitad del equipo de X-Men de volver con el a la vieja Escuela de Xavier en Nueva York y restaurarla. Así, al cabo de poco tiempo, Wolverine inaugura la "Escuela Jean Grey para Jóvenes Dotados", en la cual comienza una nueva y difícil etapa como director de escuela.

### Muerte
Más tarde, Wolverine pierde su factor de regeneración tras ser infectado con un virus del micro-verso. Ante los efectos de la pérdida de su poder, Wolverine se exilia en una isla. Sin embargo, se corre el rumor de que perdió su factor de regeneración y se vuelve blanco de caza-recompensas. En su camino se encuentra con varios rivales: Lady Deathstrike, Viper y Rey Sombra, quien le revela que la persona que en verdad lo está buscando, es el Dr. Cornelius, quien piensa extraer su factor de regeneración para poder insertar adamantium en cuerpos de humanos y así crear nuevos guerreros sin que mueran por el método de inserción del metal. Wolverine logra matar a Cornelius, pero muere en la batalla cuando accidentalmente un contenedor de adamantium líquido se derrama sobre él.
Sharp, Skel, Neuro, Endo, Junk, y los "Wolverines" (un equipo formado a partir de las consecuencias de la muerte de Wolverine e integrado por Daken, Lady Deathstrike, Mística, Dientes de Sable y X-23) tratan de encontrar el cuerpo de Wolverine cubierto de adamantium, el cual se encuentra en poder de Mr. Siniestro. El grupo se infiltran en la fortaleza de Siniestro para recuperar el cuerpo, que finalmente es tomado por los X-Men después de una batalla.
Más tarde, la Viuda Negra descubrió un cuchillo cubierto de la sangre de Wolverine en posesión de la agencia terrorista A.I.M., en un centro de investigación en Moscú. El Capitán América y Deadpool lograron recuperarlo con el fin de prevenir que AIM utilice el ADN de Wolverine. Deadpool había adquirido recientemente una incubadora que podía crear nuevos cuerpos usando una muestra de ADN. Sin embargo, Deadpool aplazó la decisión de traer de vuelta a la vida a Wolverine, hasta que hubiera tenido más tiempo para pensar acerca de si es lo que realmente él hubiera deseado.
Por su parte, X-23 comienza el uso de una variación del traje de Wolverine y adopta su nombre en clave.
Una versión alternativa de Wolverine originaria de la Tierra-807128 es invitada a unirse a los X-Men. Esta versión se hace llamar Old Man Logan (El Viejo Logan). Esta versión de Wolverine es invitado por Tormenta a unirse a una nueva encarnación de X-Men.

### Resurrección
Después de una pelea con los Reavers, Kitty Pryde descubrió que el cuerpo de Wolverine no estaba en su tumba. Para descubrir su paradero, Kitty reúne a los X-Men y a un grupo de asociados de Wolverine. Lady Deathstrike se compromete a encontrar a Wolverine al enterarse de la desaparición de su cadáver en la tumba de adamantium. Mientras tanto, en un lugar desconocido, Wolverine, reaparece bajo las órdenes de una figura aún no identificada que está envuelta en sombras.
Finalmente se descubre que Wolverine fue resucitado por la malvada Persephone, una villana mutante que posee la habilidad de revivir a los muertos. Cuando Persephone resucita a alguien, sus poderes pueden convertir a esa persona en un sirviente que no tiene pensamientos ni recuerdos propios. Básicamente un esclavo obediente a su voluntad que puede actuar como un monstruo o un clon de la persona que era. La villana planeaba usar a Wolverine junto a otros personajes (como Omega Red y Daken, el hijo de Wolverine) para matar a los humanos y revivirlos como sus sirvientes. Tras su resurrección Wolverine permanecía en un estado de amnesia, lo que propició que en algún punto Persephone lo utilizara como asesino para su organización malvada, Soteira. Sin embargo, pronto el factor curativo de Wolverine se puso en marcha, liberándolo del control de la villana y restaurando en cierta medida sus memorias. Wolverine finalmente se embarca en una misión de destrucción a través de una estación espacial a una confrontación final con Persephone y su hermano y cómplice Zagreus.
Después de la aparente desaparición del resto de los X-Men, Wolverine respondió a una llamada de un también resucitado Cíclope para reunir a un equipo de X-men en espera del regreso del equipo original. Ambos combate a la Sapien League y a los Reavers.
Más tarde, los X-Men regresan de una dimensión paralela y son reunidos por el Profesor X en Krakoa, el nuevo refugio de los mutantes. Wolverine se une a los X-Men para atacar la estación espacial orbital solar Mother Mold de la Organización Orchis, un Master Mold capaz de crear otros centinelas Master Mold. Mientras sus compañeros de equipo caen uno por uno y compiten contra el tiempo debido a la activación prematura de Orchis del Mother Mold, Wolverine y Nightcrawler se ofrecen como voluntarios para una misión suicida para teletransportarse al vacío del espacio. Mientras Nightcrawler se desintegra momentos después de llegar por el intenso calor del sol, el cuerpo de Wolverine se enciende inmediatamente en llamas y logra cortar el acoplamiento antes de que él y la Mother Mold que despierta se vaporicen cuando caen al sol.
Wolverine, junto con el resto de los X-Men que perecieron en el ataque a la estación espacial Mother Mold, son resucitados en el criadero de Arbor Magus, en la isla de Krakoa. El ADN de Wolverine fue proporcionado por el Mr. Siniestro utilizando muestras genéticas recolectadas en el pasado, mientras que sus memorias fueron proporcionados por el profesor Xavier. Forge, utilizando la cibernética Krakoan-Transmodal dentro de la armería de la isla, proporcionó el Adamantium y el proceso de unión esquelética.

## Poderes y habilidades
En el universo ficticio de Marvel, Wolverine posee poderes regenerativos que pueden curar cualquier herida, por mortal que esta sea, además ese mismo poder hace que sea inmune a cualquier enfermedad existente en la Tierra y algunas extraterrestres. Posee también una fuerza sobrehumana, que si bien no se compara con la de otros superhéroes como Hulk, sí sobrepasa la de cualquier humano. Por si fuera poco, sus poderes regenerativos logran que se mantenga "joven", por lo que parece un hombre de 30 años, a pesar de tener más de 200. Posee sentidos y reflejos muy agudos, como los de un guepardo, del que toma su nombre en Hispanoamérica, además de poseer tres garras retráctiles en cada mano. Las garras las poseía de forma natural. Una ventaja de estos poderes regenerativos es que también protegen su mente. De esta manera, cada vez que sucedía un evento traumático en su vida, sus poderes lo bloqueaban haciendo que lo olvidara y que, por tanto, su pasado fuera un misterio. A esto se suma el gran número de veces que su mente ha sido "reprogramada" por las distintas organizaciones que usaban a Wolverine, casi siempre bajo la oscura mano de "Romulus", uno de los mutantes más antiguos y misteriosos del universo Marvel cuya existencia se remonta casi a la Edad de Piedra, y de los primeros "lupus sapiens" (raza a la que supuestamente pertenecen Wolverine, Dientes de sable y Wild Child, entre otros).
Por último, un efecto colateral del factor de curación es la casi inmortalidad: la razón por la que los seres humanos envejecen se debe a que con el paso de los años el cuerpo no puede reparar por completo los daños y el deterioro constantes que sufren los órganos, células y tejidos. Estos daños se acumulan y la consecuencia resulta en que favorecen la aparición de cáncer en los órganos, deterioros en el cerebro, etc. Dado que Wolverine posee su factor de regeneración, estos daños no se acumulan y el individuo aparenta tener siempre edad adulta, sin envejecer nunca.
Además de sus poderes mutantes que se deben a una mutación en sus genes, a Logan le fue implantado sobre su esqueleto una cobertura de Adamantium. Estos experimentos fueron realizados por un grupo de científicos bajo la influencia de "Romulus".
Es un maestro de combate en distintas artes, sobre todo en peleas cuerpo a cuerpo en las que nunca duda en usar su fuerza de manera letal. Ya que recibió entrenamiento militar, espía y samurái entre otras durante décadas por diferentes afiliaciones e innumerables campos militares, es un experto en la lucha, con y sin armas, además de ser un gran estratega que lo hace ser muy peligroso en lo que hace.
Wolverine ha forjado su temple en batalla, con el conocimiento samurái. Entrenó su mente y su cuerpo afilándolos hasta el límite humano. Sus habilidades físicas, su resistencia y su capacidad de encajar golpes le hacen un muy buen luchador.
Según la historia de Wolverine, después de una batalla con Magneto en la que este logró sacarle todo el esqueleto de adamantium, se demostró que este metal actuaba como un veneno para Logan, por lo que tras este suceso, su capacidad regenerativa y otras habilidades aumentaron a niveles astronómicos (ya que estaban concentradas en luchar contra el "veneno"), convirtiéndose en un mutante de Clase Omega, debido a su indestructibilidad y regeneración ahora inmediata, tanto de su mente como de su cuerpo otro de los poderes que adquirió al asesinar a Magneto fue la capacidad de dar grandes saltos sin sufrir daños.

## Versiones alternativas

### Era de Apocalipsis
En la Era de Apocalipsis, Wolverine toma el nombre de "Arma X", y es parte de los X-Men. En esta realidad, Magneto nunca lo despoja del adamantium de su esqueleto. Él está casado con Jean Grey, y perdió una mano en un combate contra su archienemigo, Cíclope, que en este mundo, es leal a Apocalipsis.

### Tierra X
Esta línea nos presenta a un Wolverine obeso, y con un matrimonio muy disfuncional con Jean Grey.

### Dinastía de M
Wolverine durante la Dinastía de M, apareció como uno de los líderes de S.H.I.E.L.D., y tuvo un romance con Mística.

### Ultimate Wolverine
En esta línea temporal, Wolverine conserva muchas características y datos de la continuidad original y además se revela que su verdadero poder no es el de la curación, sino el de sobrevivir. Esto se da a conocer cuando solo su cabeza aparece viva sobre una mesa en un laboratorio.

### Marvel Zombies
En Marvel Zombies, se ve a Wolverine como un depredador hambriento de carne, con su super olfato rastrea a Magneto, y se pelea con Leonidas al pelearse por comerse a Galactus, después de comerse varios mundos es asesinado por un Wolverine de otra dimensión en la cual fueron enviados.
Debido a su zombificación, Wolverine ya no regenera su carne, y es por ello que fue fácilmente asesinado por su contraparte normal.

### Amalgam Comics
Wolverine se fusiona con Batman de DC Comics para conformar a Dark Claw.

### Age of Ultron
En Age of Ultron, Wolverine fue el mayor causante de la distorsión de las dimensiones al matar a Hank Pym para que así no pueda crear a Ultron.

### Viejo Logan
En Viejo Logan, más de cincuenta años en el futuro, Estados Unidos ha sido arrasado y dividido por los supervillanos. Logan vive con su esposa Maureen y sus hijos pequeños Scotty y Jade en un terreno estéril en Sacramento, California, ahora parte del territorio conocido como "Hulkland". Logan necesita dinero para pagar el alquiler a los terratenientes de este territorio: los nietos montañeses de Hulk, que son producto de años de procreación incestuosa originada con Banner y su prima hermana She-Hulk. Para pagar el alquiler, Logan acepta un trabajo de Hawkeye, ahora ciego: ayudarle a cruzar el país, a la capital de Nueva Babilonia, para entregar un paquete.
A lo largo de la historia se dice que Logan como "Wolverine" murió el día que los villanos atacaron y se ha negado a abrir sus garras desde entonces, ni siquiera en una pelea. A través de flashbacks, se revela como un grupo formado por Mr. Siniestro, Sabretooth, Dr. Octopus, Omega Red, Bullseye y muchos otros, atacaron la Mansión X. Incapaz de localizar a sus compañeros, Wolverine se vio obligado a masacrar a los atacantes para garantizar la seguridad de los niños mutantes. Cuando el último atacante es asesinado, Logan se da cuenta de que todo el asalto era una ilusión creada por Mysterio, y que sus enemigos percibidos eran en realidad sus compañeros X-Men. Esto lo destruyó emocional y mentalmente, y se alejó de la Mansión sin que nunca más se supiera de él, y su última acción fue cruzar las vías del tren para ser atropellado. Logan señala que aunque esto nunca lo habría matado, en efecto mató a "Wolverine" para siempre.

## Apariciones en otros medios
Wolverine es uno de los pocos personajes de X-Men que aparecen en todas las adaptaciones de la franquicia a los medios, incluyendo películas, contenido para televisión y videojuegos. También ha protagonizado videojuegos homónimos. El actor australiano Hugh Jackman interpretó a Wolverine en nueve de las 10 películas de X-Men estrenadas hasta la fecha.

### Televisión
Marvel Animation ha completado la primera y única temporada de la serie animada, Wolverine and the X-Men, en la que Wolverine lidera a los X-Men mientras que Charles Xavier y Jean Grey están desaparecidos. La primera temporada de la serie se transmitió completa en Canadá y los Estados Unidos (se emitió en Nicktoons del canal Nickelodeon). Una serie de anime basada en Wolverine comenzó a transmitirse el 7 de enero de 2011 como parte de un proyecto de cuatro miniseries producidas por Marvel Animation en colaboración con Madhouse llamado Marvel Anime.
- Wolverine apareció en un capítulo de Spider-Man and His Amazing Friends, con la voz de Neil Ross.
- Wolverine fue uno de los protagonistas en X-Men: Pryde of the X-Men el episodio piloto de una serie que finalmente no fue producida.
- Wolverine fue uno de los protagonistas principales de la serie animada X-Men de los años 90 con la voz de Cathal J. Dodd.
- Wolverine también participa en el escuadrón de superhéroes de The Super Hero Squad Show.
- Wolverine aparece en un rol estelar en la serie animada del 2000 X-Men: Evolution, es un hombre cuyo pasado está envuelto en el misterio, le proporciona a los X-Men adolescentes el entrenamiento en batalla y crea conflictos entre sus compañeros de equipo más jóvenes. A diferencia de la mayoría de las versiones, Wolverine no lució los vellos de sus patillas largas. Scott McNeil fue el actor que interpretó su voz en la versión en inglés.[77]
- Wolverine toma el liderazgo de los X-Men en la serie animada Wolverine and the X-Men, con la voz de Steven Blum. Wolverine tiene la tarea de liderar a los X-Men y llevar a cabo las órdenes del Profesor Xavier (que está en estado de coma en el presente, pero se comunica a través de su cuerpo desde el futuro).
- Aparece en Los Vengadores: Los Héroes Más Poderosos del Planeta, nuevamente con la voz de Steven Blum. Logan lucha junto al Capitán América y otros héroes como los Comandos Aulladores en la Segunda Guerra Mundial. Aquí se lo conoce como Howlett, que es su nombre de pila (James Howlett). Wolverine también aparece en el episodio "Nuevos Vengadores" de la segunda temporada como parte de los Nuevos Vengadores, un equipo a prueba de fallos creado por Tony Stark en caso de que los principales Vengadores fueran incapaces de luchar. Wolverine es convocado y se une con Spider-Man, Luke Cage, Puño de Hierro, Máquina de Guerra y La Mole para luchar contra Kang el Conquistador. Él y el resto de los Nuevos Vengadores aparecen de nuevo en el final de la serie, "Vengadores Unidos".
- En los programas del Universo Marvel de Disney XD, Wolverine (expresado nuevamente por Steve Blum) luce su traje marrón y amarillo de la versión principal.
  - Aparece en los capítulos de la serie animada Ultimate Spider-Man. En el episodio 10 de la primera temporada: "Un Día Perjudicial", él y Spider-Man detienen a Mesmero, pero el villano intercambia sus mentes, haciendo que los dos tengan problemas en el cuerpo del otro, cuando se enfrentan a Dientes de Sable. En el episodio 20 de la segunda temporada: "El Juego Acabó", aparece haciendo equipo con Spider-Man y el Capitán América para detener a Arcade, quien planea lanzar misiles nucleares para causar la Tercera Guerra Mundial. En el episodio 7 de la tercera temporada: "El Hombre Araña Salvaje", va con Spider-Man a La Tierra Salvaje para buscar a Ka-Zar, luego de enfrentar al Supervisor y Kraven el Cazador, quienes capturaron a Zabu, para evitar que sea sacrificado por Kraven en hacerse inmortal.
  - Aparece en el capítulo 4, "El Coleccionista" de la primera temporada en Hulk and the Agents of S.M.A.S.H., se lo ve en un cameo como uno de los héroes capturados por el villano titular, y hace una aparición completa en el episodio 10, "Apocalipsis Wendigo", cuando se asocia con Hulk para cazar al Wendigo.
- En 2022 le hacen un guiño en la serie She-Hulk: Attorney at Law, en una web de noticias mientras Walters busca trabajo, hay una noticia sobre un hombre con garras que ha causado una pelea en un bar.[78]
- En 2024 Wolverine aparece en X-Men '97, nuevamente con la voz de Dodd.[79][80]

### Cine

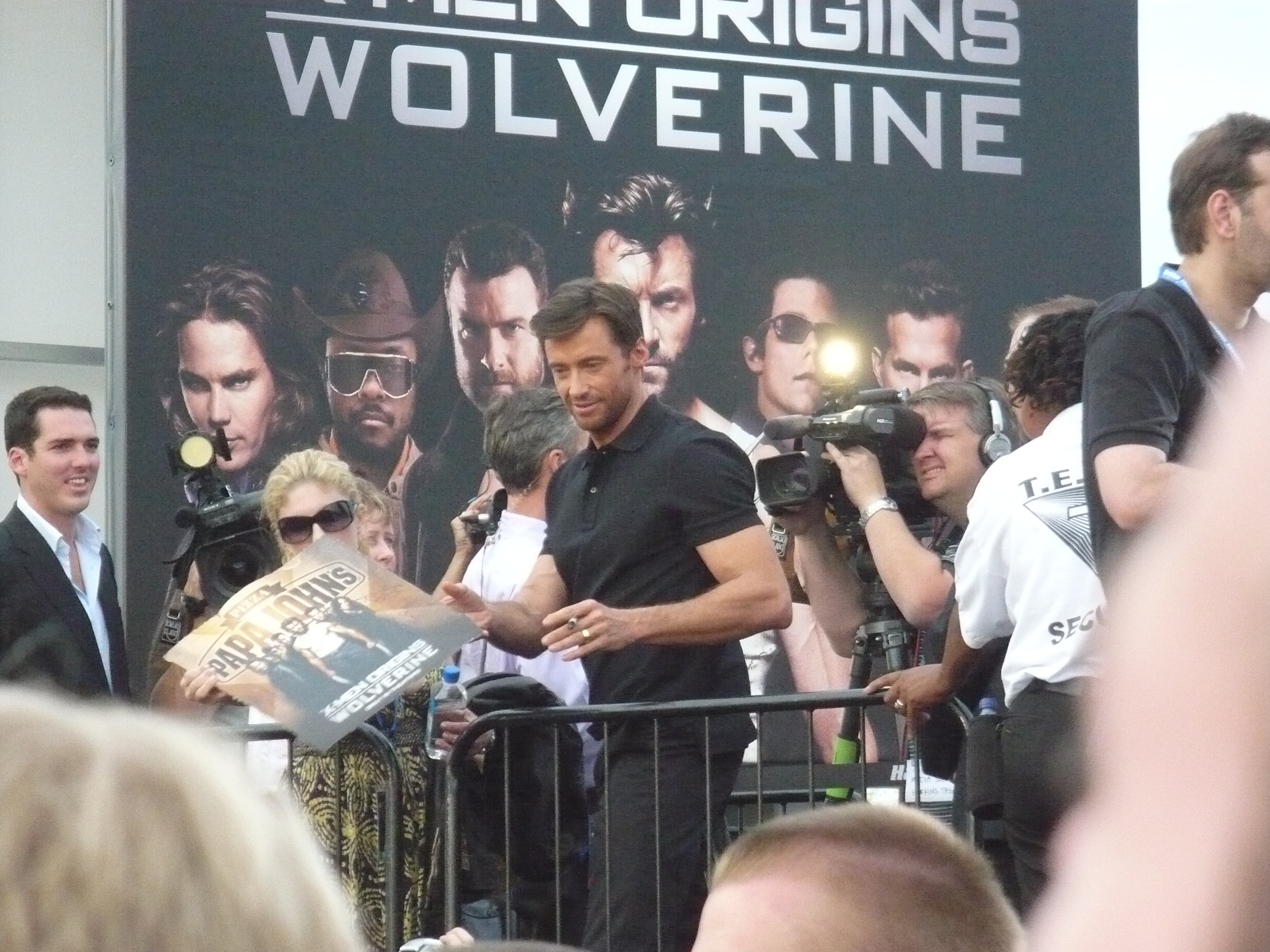
El papel de Wolverine ha sido uno de los éxitos más reconocidos del actor Hugh Jackman.

Muchos actores fueron considerados para interpretar el papel de Wolverine en una adaptación cinematográfica de X-Men. En un momento de la década de 1990, Glenn Danzig fue contactado para el papel debido a un ligero parecido, pero declinó la audición porque interferiría con la gira de nueve meses de su banda. Bryan Singer, el director de las dos primeras películas de X-Men, habló con unos cuantos actores, incluyendo a Russell Crowe, Keanu Reeves y Edward Norton, para el papel. Fox descartó a Mel Gibson por ser demasiado caro. Aunque Dougray Scott fue seleccionado, el papel de Wolverine lo obtuvo Hugh Jackman. A pesar de que se pensó que la elección del actor era una decisión muy controvertida por la estatura llegando a ser más alto que las representaciones de Wolverine en los cómics, por un pie de altura casi completo, el desempeño de Jackman fue bien recibido. Jackman, quien mide 1,88 m (6′ 2″) es 28 cm más alto que Wolverine, que en el cómic original mide 5′ 3″ (1,6 m). Por lo tanto, los cineastas se vieron obligados a filmar a Jackman en ángulos inusuales, o solo desde la cintura para hacer que parezca más bajo de lo que realmente es, y sus coestrellas usaban suelas de plataforma. Jackman reveló en una entrevista con The Huffington Post que su personaje originalmente iba a tener un cameo en la película de 2002, Spider-Man, dirigida por Sam Raimi.[cita requerida]
Wolverine ha sido interpretado por el actor australiano Hugh Jackman en la trilogía clásica de los X-Men de 2000 hasta 2006. En 2009 20th Century Fox, en asociación con Marvel Studios, lanzó una película individual de Wolverine que fue la primera película spin-off de X-Men, titulada X-Men Origins: Wolverine, con Jackman regresando como el personaje protagonista. Gavin Hood dirigió la película y fue lanzada en América del Norte el 1 de mayo de 2009. El 29 de abril de ese mismo año se lanzó en Australia, el Reino Unido y Francia. Troye Sivan interpreta la versión infantil de Wolverine (James Howlett). La película muestra el origen de Wolverine, un niño enfermizo en el siglo XIX en Canadá el cual descubre que es un mutante y se une al ejército con su medio hermano Victor Creed / Sabretooth, los dos gradualmente se hacen enemigos. A medida que avanza la película se ve cómo consiguió su esqueleto de adamantium, y su relación con otros mutantes antes de ser un X-Men, por lo que aparecen personajes famosos haciendo cameos como Deadpool, Gambito, Charles Xavier, Cíclope y Emma Frost entre otros. William Stryker y Victor Creed son interpretados por Danny Huston y Liev Schreiber, respectivamente.
Otra película titulada The Wolverine entró en desarrollo en 2009. La película muestra las aventuras de Wolverine en Japón, debido a eso, los fanes creyeron que sería una secuela de X-Men Origins: Wolverine ya que en una escena descartada de final de los créditos se muestra a Logan confuso y aferrado a recordar su pasado en un bar de Japón. Los estudios 20th Century Fox desarrollaron una trama dentro del mundo de los samuráis y las localizaciones son en Japón pero el director James Mangold confirmó que el film está establecido después de los eventos de X-Men 3 y no es una secuela directa de X-Men Origins: Wolverine. La película se centra en la relación entre Wolverine y Mariko, la hija del jefe del crimen organizado japonés y está basado en la serie limitada de 1982 sobre el personaje con guion de Chris Claremont y dibujada por Frank Miller. La película se estrenó en cines el 25 de julio de 2013.
Jackman tiene un cameo sin acreditar como Wolverine en la película precuela de 2011 X-Men: primera generación, donde se narra la historia de Charles Xavier y Erik Lensherr en su juventud quienes intentan reclutarlo para la División X de la CIA en una breve escena de un bar. Con calma les dice "go fuck yourself" (váyanse a la mierda) sin molestarse siquiera en mirarlos. En X-Men: días del futuro pasado fue protagonista. Luego hizo un segundo cameo sin acreditar como el Arma X en X-Men: Apocalipsis de 2016, donde los jóvenes Cíclope, Jean y Nightcrawler lo liberan de una instalación de investigación militar bajo el control de Stryker.
Jackman repitió su papel de Wolverine en la tercera película individual del personaje, titulada Logan, de 2017. Esta película está ambientada en el futuro y presenta a Wolverine más viejo quién se adentra en una aventura para salvar a Laura, su hija biológica. El 7 de mayo de 2015, Hugh Jackman dijo que sería la última vez que interpreta al personaje en la película- "Es mi última vez. Simplemente sentí que era el momento adecuado para hacerlo. Y seamos honestos, 17 años. Nunca pensé en un millón de años que esto duraría, así que estoy muy agradecido a los fanáticos por la oportunidad de interpretarlo”.
Si bien la versión cinematográfica de Wolverine posee los mismos poderes que su contraparte del cómic, tiene un factor de curación mucho más poderoso, capaz de reparar y regenerar cualquier daño en cuestión de segundos, excepto una decapitación, este factor curativo también retrasa su envejecimiento manteniéndolo joven, teniendo casi el doble de edad que en los cómics mientras aún está en su mejor momento. Lo más notable es que la versión de Wolverine de Jackman nunca usó su icónico traje amarillo en las películas, aunque en una escena eliminada de The Wolverine se mostraba el traje del personaje principal en una maleta.
- X-Men (2000)

En la primera película de X-Men, Wolverine aparece por primera vez como un luchador de jaula aficionado en Laughlin City, Alberta, y se encuentra con Marie "Rogue" D'Ancanto, luego termina involucrándose en el conflicto entre los X-Men y la Hermandad de Mutantes. Después de ayudar a detener el plan de Magneto, Logan es dirigido por el Profesor Xavier a una base militar abandonada alrededor del Lago Alkali que podría contener respuestas sobre su pasado.
- X-Men 2 (2003)

La secuela X-Men 2 de 2003 continua la historia de la primera película donde Logan, al no encontrar la base y regresar a la escuela de Xavier, se encuentra luego con William Stryker. Durante un enfrentamiento con Stryker, Wolverine recobra algo de su memoria, pero opta por permanecer con los mutantes sin importarle los cuestionamientos de Stryker, mientras que este muere ahogado cuando la base se inunda después de sufrir daños.
- X-Men: The Last Stand (2006)

En la segunda secuela de 2006 que concluye una trilogía, Wolverine, Tormenta y Bestia toman el mando de los X-Men para luchar contra la Hermandad de Mutantes de Magneto después de que Xavier y Cíclope son asesinados por la maléfica personalidad Fénix de Jean Grey. Al final, Wolverine se ve obligado a matar al Fénix.
- X-Men Origins: Wolverine (2009)

En la primera precuela individual de Wolverine estrenada en 2009, el pasado de Wolverine es desentrañado. James Howlett nació en 1832 en Canadá, Logan despertó sus poderes mutantes a la edad de 13 años cuando asesinó a su padre biológico, el jardinero quien había matado al único padre que Logan conocía. Luego de escapar de su casa con su medio hermano Victor Creed, Logan pasa el próximo siglo luchando en numerosas guerras, incluida la guerra de Vietnam, donde brevemente se hace miembro del Equipo X de Stryker antes de abandonarlo debido a la indiferencia del grupo hacia la vida de los demás. Sin embargo, el pasado de Logan lo alcanza a través del Proyecto Arma X en el que se enfrentó a Stryker, Creed y Wade Wilson. Aunque Logan y Creed finalmente trabajan juntos para luchar y matar a Wilson, Stryker dispara a Logan con balas de adamantium antes de ser arrestado. Logan sobrevive pero perdió su memoria.
En esta película que está ambientada 2 décadas antes que la primera trilogía, se crea el argumento de que Wolverine y Dientes de Sable son hermanos, algo que se aleja de los cómics pero sobre todo, provoca un fallo de continuidad en la historia de estos personajes ya que se establece una relación familiar entre ellos, pero en la trilogía clásica, Wolverine y Dientes de Sable no se conocen.
- X-Men: primera generación (2011)

Wolverine también hace una corta aparición de poco más de 20 segundos en la primera precuela de los X-Men estrenada en 2011 donde se lo muestra ignorando a Charles Xavier y Magneto quienes estaban reclutando mutantes para su equipo diciéndoles "Váyanse a la mierda".
- The Wolverine (2013)

En la segunda película del personaje estrenada en 2013, Wolverine, lleno de culpa, finalmente recuperó su memoria, vive en aislamiento en el Yukón un año después de los eventos de X-Men: The Last Stand. Es buscado por Ichirō Yashida, padre del CEO japonés Shingen Yashida, queriendo compensar a Wolverine por salvar su vida durante la Segunda Guerra Mundial. Cuando Wolverine se niega a transferir sus poderes de curación a Yashida, esto lleva a una serie de eventos donde hubo muchas batallas y en el enfrentamiento final sus garras de adamantium son cortadas antes de superar su culpa por la muerte de Jean. Cuando regresa a América, Wolverine se encuentra en el aeropuerto con Magneto y Xavier mientras se entera de una nueva amenaza para todos los mutantes.
- X-Men: días del futuro pasado (2014)

Es la séptima película de la franquicia estrenada en 2014. Con el mundo controlado en su mayoría por Centinelas orgánicos en el año 2023, la mente de Wolverine es enviada en el tiempo hasta su cuerpo de 1973 para evitar que Mystique asesine a Bolivar Trask y provoque el surgimiento de los Centinelas. Con la ayuda de los jóvenes Xavier y Hank McCoy, consiguen evitar que Mystique asesine a Trask, previniendo que ocurra el futuro catastrófico. Una vez que cumple su cometido, se alteran los eventos del futuro desde 1973 y Wolverine despierta en un futuro aparentemente pacífico, mientras que el Wolverine del pasado recupera la conciencia luego de ser rescatado del río sin memoria de lo que había hecho con su cuerpo su yo del futuro. En el futuro alterado de 2023 se muestra que Wolverine se unió a los X-Men y se convirtió en profesor de historia en el Instituto Xavier para Niños Dotados, y se da cuenta de que los eventos alterados del pasado, resucitaron a Cíclope y Jean quienes habían muerto en 2006. Se desconoce qué efecto tuvieron los cambios en la memoria de Wolverine durante el transcurso del nuevo futuro alterado, pues él lo último que recuerda es cuando cayó en el río, y le pide ayuda al profesor para recordar el resto.
Al mostrar la historia de Wolverine en 2 épocas diferentes, esta película crea 2 errores de continuidad importantes: el primer error es que en el futuro oscuro de 2023, Wolverine aparece con sus garras de adamantium y nunca explican como las recuperó luego de haber perdido el metal que cubría sus garras en la segunda entrega de su película individual que se estrenó un año antes. El otro error tiene que ver con su pasado, pues la mente de Wolverine fue enviada desde el futuro hasta su cuerpo de 1973, época en la que luchó en la guerra de Vietnam donde terminó preso y luego se unió al Equipo X de Stryker según se vio en X-Men Origins: Wolverine, sin embargo en X-Men: días del futuro pasado, despierta en 1973 acostado en un hotel en Nueva York.
- Deadpool (2016)

Wolverine no aparece en persona en la primera película individual de Deadpool, pero él y Hugh Jackman, el actor que lo interpretaba son mencionados de manera chistosa varias veces cuando Deadpool afirma que el público se está preguntando “¿A quien le tuve que acariciar las bolas para obtener mi propia película?”. Y sugiere: “Rima con polverine". Cerca del final de la película, el recorte de una fotografía de Hugh Jackman en una revista es usado por Deadpool como una máscara.
- X-Men: Apocalipsis (2016)

Wolverine hace una breve aparición en la novena película de la franquicia X-Men como el Arma X. Habiendo sido capturado de alguna manera por Stryker en algún momento, se le ha dado un esqueleto de adamantium y está sujeto a un acondicionamiento mental que lo deja en un estado más salvaje. Cuando algunos de los X-Men adultos son capturados por los hombres de Stryker, Jean, Scott y Kurt Wagner se infiltran en la base de Stryker y encuentran el lugar donde está Logan, Jean siente su mente humana tras el contenedor donde está encerrado y lo libera para que los ayude. Después de que el Arma X se abre camino a través de las fuerzas de Stryker, los tres adolescentes lo encuentran en una pequeña salida lateral a la base, Jean usa su telepatía para restaurar algunos de los recuerdos humanos de Logan antes de que corra hacia la nieve. El escritor Simon Kinberg explicó que el personaje originalmente iba a tener un papel más amplio en la película, diciendo "Siempre había una noción de que queríamos que Wolverine estuviera en la película. Queríamos encontrar una manera de presentarlo en la película, en parte porque Bryan [Singer] y yo amamos tanto a Hugh [Jackman]. Nos encanta el personaje, obviamente, y él es una gran parte de la franquicia. Hubo muchas versiones de cómo Wolverine entraría y saldría de la película. Había una versión donde iba a entrar en el punto medio de la película y actuaría como el sargento de instrucción para los niños tomando el control como su líder. Y sentimos que pisó el papel de Jennifer Lawrence en la película al convertirse en su líder".
Esta película tiene errores en la continuidad argumental que afectaron la historia de distintos personajes, entre ellos, Wolverine. Él aparece como un experimento de William Stryker a pesar de que al final de la película X-Men: días del futuro pasado es rescatado por Mystique haciéndose pasar por Stryker y nunca explican cómo es que terminó siendo capturado de todos modos por el verdadero Stryker. El guionista Simon Kinberg ha justificado este error en una entrevista con Cinemablend explicando que el futuro se puede cambiar pero al final las cosas acaban “volviendo al mismo sitio desde donde empezó”, por eso la idea es que Wolverine haya vuelto a ser el Arma X aunque sin mostrar cómo. Al respecto, Bryan Singer publicó un mensaje en su cuenta de Instagram donde dijo que esa escena de Mystique al final de la película de 2014 fue algo que se les ocurrió al terminar la producción del film, pero le gustó la idea de mostrar la historia de Mystique ayudando a los mutantes en secreto. Y agregó que ese camino continúa en X-Men: Apocalipsis.
- Logan (2017)

Jackman repitió su papel de Wolverine en la tercera película individual del personaje en 2017 titulada simplemente como Logan. La historia transcurre en el futuro catastrófico del año 2029; en este punto, el factor de curación de Logan se ha deteriorado, causando que envejezca. También está muriendo lentamente por envenenamiento con adamantium. Se pasa los días trabajando como chófer conduciendo una limusina bajo su nombre de pila, James Howlett, y luchando por conseguir medicamentos recetados a lo largo de la frontera entre los Estados Unidos y México. Él y su compañero mutante Caliban viven en una planta de fundición abandonada al otro lado de la frontera en México, donde cuidan a un senil Charles Xavier, quien inadvertidamente mató a sus X-Men en un ataque psíquico inducido por convulsiones un año antes e hirió a algunas personas en el condado de Westchester. Él recibe un encargo por parte de Gabriela, una enfermera mexicana de Transigen, para acompañar a una niña de 11 años, Laura, a un lugar en Dakota del Norte llamado "Eden". Logan, Charles y Laura escapan de los cazadores de Transigen llamados los "Reavers", y descubren que Laura es la "hija" de Logan, ya que fue criada con su ADN. Después de aceptar refugio de una familia a la que ayudaron en la carretera, Xavier es asesinado por X-24, un clon exacto y salvaje de Logan que es leal al fundador del Proyecto Transigen, Zander Rice. Logan y Laura escapan y entierran el cuerpo de Xavier cerca de un lago. Finalmente, Logan y Laura llegan a Eden, que es un refugio seguro dirigido por Rictor y antiguos sujetos de prueba de Transigen. Allí, Logan descubre que los niños realizarán un viaje de ocho millas a través del bosque hasta la frontera entre Canadá y Estados Unidos y les confía a Laura antes de partir por su cuenta. Sin embargo, cuando los Reavers ubican y capturan a los niños, Logan usa un suero mutante que le dio Rictor para restaurar su fuerza y factor de curación. Luego se abre paso a través de los Reavers, pero el efecto del suero desaparece rápidamente antes de conocer a Zander Rice, quien intentó vengar la muerte de su padre durante el programa Arma X al crear el virus. Logan mata a Rice y se enfrenta a X-24. Sin embargo, con su factor de curación ahora nulo, Logan no es rival para X-24, quien lo clava contra la rama de un árbol. Laura le vuela la cabeza a X-24 disparándole con una bala de adamantium que Logan había mantenido con él durante años. Después de que Logan sucumbe a sus heridas y muere en los brazos de Laura, ella y los niños lo entierran antes de continuar su viaje al otro lado de la frontera. Antes de irse, Laura quita la cruz y la coloca en la tumba de Logan de lado para formar una "X" para honrarlo como el último de los X-Men.
Jackman ha confirmado que Logan es la última película en donde interpretará al personaje. Mencionó en ese momento que podría reconsiderar si Wolverine podría aparecer en una película con Hulk, Iron Man y otros personajes del Universo Cinematográfico de Marvel. Disney compró los derechos cinematográficos de los X-Men en diciembre de 2017, lo que permitiría un equipo así, pero Jackman confirmó que se había retirado del papel.
- Deadpool 2 (2018)

El personaje Wolverine y su actor Jackman son mencionados de manera chistosa en Deadpool 2. En el inicio de la película, Deadpool sostiene una caja de música que representa la muerte de Wolverine en Logan. El retrato de Jackman también se usó en una escena posterior donde Deadpool firma la caja de cereal de un niño con la cara de Jackman, autografiándolo como "Ryan Reynolds". En la escena adicional en medio de los créditos de la película, Deadpool usa el dispositivo de viaje en el tiempo de Cable para dirigirse al clímax de la batalla de X-Men Origins: Wolverine y dispara a su versión del pasado de Wade Wilson varias veces, diciendo que estaba "limpiando las líneas de tiempo".
- Deadpool & Wolverine (2024)

Hugh Jackman interpreta a una variante de Wolverine en la tercera entrega de Deadpool, ahora parte del UCM. Esta variante de él, le falló a sus compañeros de equipo, los X-Men, y a su mundo, enviándolo a una espiral depresiva. El fue sacado de su universo por Deadpool en el intento de este último de reemplazar al Wolverine de su propia realidad, aunque los dos fueron desterrados al Vacío por la facción rebelde de agentes de la Autoridad de Variación Temporal del Sr. Paradox. Wolverine y Deadpool formaron una alianza inicialmente muy incómoda para tratar de escapar del Vacío, lo que hicieron con la ayuda de la Resistencia formados por Laura, Elektra Natchios, Blade y Gambito. Ahora juntos como amigos, la pareja pudo detener el plan de Paradox de destruir la línea de tiempo de Deadpool y eliminar a Cassandra Nova para salvar todo el Multiverso, lo que finalmente le permitió a Logan llegar a mejores términos con sus errores pasados y vivir en paz en el universo de Wade Wilson.

#### Resumen de películas
|                                   | X-Men (2000) (personaje) | X-Men 2 (2003) (personaje) | X-Men: The Last Stand (2006) (personaje) | X-Men Origins: Wolverine (2009) (protagonista) | X-Men: primera generación (2011) (cameo) | The Wolverine (2013) (protagonista) | X-Men: días del futuro pasado (2014) (protagonista) | X-Men: Apocalipsis (2016) (cameo) | Logan (2017) (protagonista) | Deadpool 2 (2018) (cameo, solo al final) | Deadpool & Wolverine (2024) (personaje) |
| --------------------------------- | ------------------------ | -------------------------- | ---------------------------------------- | ---------------------------------------------- | ---------------------------------------- | ----------------------------------- | --------------------------------------------------- | --------------------------------- | --------------------------- | ---------------------------------------- | --------------------------------------- |
| James "Logan" Howlett / Wolverine | Hugh Jackman             | Hugh Jackman               | Hugh Jackman                             | Hugh Jackman                                   | Hugh Jackman                             | Hugh Jackman                        | Hugh Jackman                                        | Hugh Jackman                      | Hugh Jackman                | Hugh Jackman                             | Hugh Jackman                            |

### Videojuegos
En el juego Marvel: Ultimate Alliance, Wolverine es coprotagonista como uno de los cuatro héroes principales junto a Spider-Man, Capitán América, y Thor.
- Marvel: Avengers Alliance
- Wolverine: Adamantium Rage
- Spider-Man and The X-Men
- X-Men: Mutant Apocalypse
- X-Men: Children of the Atom
- Marvel Super Heroes
- X-Men vs. Street Fighter
- Marvel Super Heroes vs. Street Fighter
- Marvel vs capcom
- Marvel vs Capcom 2: New Age of Heroes
- Marvel vs. Capcom 3: Fate of Two Worlds
- Ultimate Marvel vs Capcom 3
- Marvel vs. Capcom Origins
- X-Men: Mutant Academy
- X-Men: Mutant Academy 2
- Marvel Némesis: La Rebelión de los Imperfectos
- X-Men Legends
- X-Men Legends II: Rise of Apocalypse
- X-Men: Next Dimension
- X2: Wolverine's Revenge
- Marvel: Ultimate Alliance
- Marvel: Ultimate Alliance 2
- Spider-Man: Web of Shadows
- Lego Marvel Super Heroes
- Ultimate Spiderman
- X-Men Origins: Wolverine
- Tony Hawk's Pro Skater 3 (aparece como Skater desbloqueable junto con Darth Maul)
- Deadpool (personaje secundario)
- Marvel Heroes 2016
- Fortnite: Battle Royale (aparece como personaje jugable y secreto del Pase de Batalla de la temporada 4 del capítulo 2 y como Jefe en el mapa del juego, al matarlo se obtendrán sus características garras de adamantium como arma mítica)